# Chrysophthalmum
Chrysophthalmum är ett släkte av korgblommiga växter. Chrysophthalmum ingår i familjen korgblommiga växter.
Kladogram enligt Catalogue of Life:
| Chrysophthalmum | \| \| Chrysophthalmum dichotomum \| \| \| \| \| \| Chrysophthalmum gueneri \| \| \| \| \| \| Chrysophthalmum leptocladum \| \| \| \| \| \| Chrysophthalmum montanum \| \| \| \| |
|                 | \| \| Chrysophthalmum dichotomum \| \| \| \| \| \| Chrysophthalmum gueneri \| \| \| \| \| \| Chrysophthalmum leptocladum \| \| \| \| \| \| Chrysophthalmum montanum \| \| \| \| |
|                 | Chrysophthalmum dichotomum |
|                 | |
|                 | Chrysophthalmum gueneri |
|                 | |
|                 | Chrysophthalmum leptocladum |
|                 | |
|                 | Chrysophthalmum montanum |
|                 | |